# Leucauge linyphia
Leucauge linyphia este o specie de păianjeni din genul Leucauge, familia Tetragnathidae, descrisă de Simon, 1903.
Este endemică în Equatorial Guinea. Conform Catalogue of Life specia Leucauge linyphia nu are subspecii cunoscute.